# 廣瀬製紙
廣瀬製紙（ひろせせいし、英: HIROSE PAPER MFG. CO., LTD）は、高知県土佐市に本社を置く日本の製紙会社である。

## 概要
廣瀬製紙は1958年に創業者の廣瀬晋二によって設立された。京都大学高分子化学研究室と共同研究にて日本最初の合成繊維ビニロンを用いた機能紙(湿式不織布)の開発を行った
。その後も技術を発展させ、電池用セパレーターやフィルターなど、工業用途を中心とした製品を製造している。製品は国内外で使用され海外売上比率は全体の65%以上を占めており、主な輸出先にはアメリカ、ヨーロッパ、アジアが含まれる。
製品は、工業分野、建築分野、医療分野、自動車産業などで利用されている。

## 沿革
- 1958年: 廣瀬製紙株式会社設立。ビニロン100%の合成繊維紙「パピロン」の販売開始
- 1977年: 2層抄合成繊維紙開発
- 1979年: 100%ポリエステル繊維紙を開発
- 1983年: 100%ポリオレフィン繊維紙を開発
- 1986年: 日高工場を新設
- 1987年: 超軽量100%合成繊維紙（PET5g/㎡）を開発
- 1994年: テクノヒロセ株式会社設立（旧 日高工場を法人化）
- 1995年: 廣瀬尚隆が社長に就任
- 2005年: 小松茂彦が社長に就任
- 2006年: 福原製紙㈱を子会社化　福原製紙（株）新工場竣工
- 2007年: 「微細繊維集合体の製造方法」特許取得
- 2010年: 福原製紙㈱をフロンティアヒロセ（株）に社名変更。岡田勝利が社長に就任
- 2013年: エクセニア工場竣工
- 2018年: 岡田祥司が社長に就任
- 2019年: Hirose Europe GmbH設立（ドイツ）
- 2021年: ナノシア工場竣工
- 2024年: 東京事務所開所

## 主な製品
- 電池用セパレーター
- 高性能エアフィルター
- 医療分野素材
- 土木建築用素材
- 断熱材
- 逆浸透膜（ろ過フィルター）

## 受賞歴
- 第8回ニッポン新事業創出大賞 最優秀賞（経済産業大臣賞）[7]
- 第3回ものづくり日本大賞 経済産業大臣賞[8]
- 2020年版「グローバルニッチトップ企業100選」選出[9]
- 平成29年度 高知県地場産業大賞[10]